# Decano-1,6-lacton
Decano-1,6-lacton ist eine organische Verbindung aus der Gruppe der Lactone.

## Herstellung
Decano-1,6-lacton kann aus Cyclohexanon hergestellt werden. Dieses wird zunächst mit Cyclohexylamin in ein Imin überführt, dann mit einer Ethylmagnesiumverbindung deprotoniert und mit einem Butylhalogenid zum 2-Butylcyclohexanon alkyliert. Durch Baeyer-Villiger-Oxidation mit Peroxomonophthalsäure wird Decano-1,6-lacton erhalten. Aus dem Racemat können durch kinetische Resolution mit einer Esterase aus Schweineleber die beiden Enantiomere getrennt werden. Eine alternative, ähnliche Synthese verläuft ausgehend von Cyclohexanon über Reaktion mit N,N-Dimethylhydrazin zu einem Hydrazon. Die Deprotonierung wird mit Butyllithium durchgeführt, als Alkylierungsmittel dient 1-Brombutan und als Oxidationsmittel für die Baeyer-Villiger-Oxidation Magnesiummonoperoxyphthalat.
Eine weitere Alternative ist die Umesterung von 6-Hydroxydecansäureethylester mit einem Katalysator aus Zirconiumdioxid und Trimethylsilylchlorid bei Temperaturen von 200–300 °C.

## Verwendung
Decano-1,6-lacton ist in der EU unter der FL-Nummer 10.029 als Aromastoff für Lebensmittel zugelassen.
Decano-1,6-lacton dient als Monomer zur Herstellung von Copolymeren mit Lactid. Gegenüber reinen Polylactiden weisen solche Polymere eine größere thermische Stabilität und Schlagzähigkeit auf. Als Polymerisationsinitiator dient dabei Zinn(II)-2-ethylhexanoat.